# IKEA Industry
IKEA Industry (dawniej Swedwood) – należąca do IKEA grupa przemysłowa powstała w 1991 roku. Jej celem jest produkcja i dystrybucja mebli z drewna lub jego komponentów do domów meblowych IKEA na całym świecie. Siedziba firmy znajduje się w Szwecji w miejscowości Ängelholm.
W Polsce fabryki znajdują się w Chlastawie (k/Zbąszynka), Zbąszyniu, Lubawie (od 1992 r., po Meblarskiej Spółdzielni Pracy „Jedność”), Babimoście, Goleniowie, Chociwlu, Skoczowie, Stepnicy, Konstantynowie Łódzkim, Resku, Stalowej Woli, Jeleniej Górze i Wielbarku. Do 2014 r. na 60ha miała powstać nowa fabryka pod Wschową. Jednak w dniu 10.12.2013 r. firma Swedwood poinformowała, że nie dotrzyma tego terminu. W 2014 grupa Swedwood i Swedspan w Polsce została przekształcona w IKEA Industry Poland.